# بوگویوتسه
بوگویوتسه (به صربی: Bogojevce) یک منطقهٔ مسکونی در صربستان است که در لسکواس واقع شده‌است. بوگویوتسه ۱٬۵۷۱ نفر جمعیت دارد.